# Lawinos Lied
Lawinos Lied, englisch Song of Lawino, Originaltitel auf Acholi Wer pa Lawino, ist ein Versepos des ugandischen Dichters, Ethnologen, Lehrers, Juristen und Essayisten Okot p’Bitek (sprich: „Bitek“; 1931–1982). Es wurde erstmals 1956 und in einer überarbeiteten Fassung 1965 auf Acholi veröffentlicht.

## Entstehungsgeschichte
Okot p’Bitek, ein Acholi, entwickelte sein Epos über mehrere Jahre. Es wurde 1966 erstmals veröffentlicht, kurz darauf gefolgt von dem ergänzenden „Song of Ocol“. Nach einer durch Ali Mazrui angeregten Liste der Zimbabwe International Book Fair gehört es zu den 100 wichtigsten Büchern Afrikas. Das Epos wird von der Kritik als „sprachliches Kunstwerk“ und eines der wichtigsten Werke anglophoner afrikanischer Literatur und als schönstes Stück ostafrikanischer Dichtkunst bezeichnet. Es zählt als afrikanischer Beitrag zur Weltliteratur.

## Publikationsgeschichte
Die Werke haben eine komplizierte Veröffentlichungsgeschichte in Kenia und Europa hinter sich.
1956 kam die erste Fassung von „Lawino“ in Okots Sprache Acholi unter dem Titel Wer pa Lawino heraus. Es wurde als 30-seitiges Manuskript von 21 Abschnitten unterschiedlicher Länge herausgebracht. Die zweite Fassung in Acholi wurde 1965 in Vorbereitung auf das Festival von Gulu in Diskussionen mit Acholi-Zuhörern überarbeitet und in 14 gleich langen Abschnitten auf ca. 140 Manuskriptseiten neugestaltet. Diese Fassung ist noch in einem europäischen losen Reimschema [abab] abgefasst.
Eine englische Fassung in 13 Kapiteln erschien 1966 unter dem Titel Song of Lawino im East-African-Printing-House, Nairobi, (EAPH), das 14. Kapitel der Vorgänger-Fassung wurde von Okot gestrichen. Der Autor hat das Stück selbst übersetzt und das Reimschema aufgegeben. Das Werk hatte auf einem Schriftstellerkongress in Nairobi einen großen Publikumserfolg. Daher entschloss sich Okot zu einer Veröffentlichung in englischer Sprache, obwohl mit der Übersetzung „… die Flügel des Adlers ein wenig gestutzt“ wurden, wie er später meinte. Der „Song of Ocol“ kam 1967 im gleichen Verlagshaus heraus. „Ocol“ war von Okot in englischer Sprache geschrieben worden. Die zweite Acholi-Fassung in 14 Kapiteln erschien 1965 unter dem Titel Wer pa Lawino im selben Verlag. Eine zweite kombinierte englische Fassung erschien 1972 ebenfalls bei EAPH. Heute verlegt der britische Heinemann-Verlag diese Ausgabe in der Reihe „African writer series“.
Eine französische Übersetzung mit dem Titel La chanson de Lawino von Frank und Henriette Gauduchon erschien 1983 bei Paris/Dakar, „Présence africaine/UNESCO“ 1983 und 1992 als neue Auflage bei Présence africaine. 
Eine Neuübersetzung von Song of Lawino in Uganda durch Okots Freund und Kollegen Taban lo Liyong trägt den Titel The Defence of Lawino: A New Translation of Wer pa Lawino Kampala und erschien 2001 bei Fountain Publishers.  Ziel dieser umstrittenen Neuübersetzung war es, sich der ursprünglichen Fassung des Textes wieder anzunähern. 

### Veröffentlichungen in Deutschland
Auch in Deutschland haben die beiden Epen eine wechselvolle Publikationsgeschichte. Die erste deutsche Lawino-Fassung von 1972 wurde Tübinger Erdmann-Verlag in der Übersetzung von Marianne Welter und mit einem Nachwort von Inge Uffelmann verlegt.
Eine erste deutsche Gesamtfassung beider Werke lag bereits seit 1977 unter dem Titel Lawinos Lied/Ocols Lied – Ein afrikanischer Streitgesang durch den im Ostberliner Verlag Rütten & Loening. Übersetzer von „Ocol“ war Frank Auerbach. Für „Lawino“ wurde die Übersetzung von Marianne Welter herangezogen. Ein vierseitiger Ausschnitt der Übersetzung von Song of Ocol wurde ein Jahr zuvor in „Moderne Erzähler der Welt. Ostafrika.“ von 1976 abgedruckt. Eine zweite Lawino-Fassung in Deutsch erschien unter dem Titel Lawino als Taschenbuch bei Ullstein in der Reihe Die Frau in der Literatur. Unklar bleibt allerdings, warum „Ocol“ damals nicht mit herausgegeben wurde. 1998 publizierte der Peter-Hammer-Verlag eine kombinierte Ausgabe in einer Neuübersetzung von Raimund Pousset. 

### Musikalische Bearbeitung
Mit zur Publikationsgeschichte gehört auch die musikalische Umsetzung des Epos. 1970 veranstaltete das Goethe-Institut in Nairobi, unter der Federführung von Franz Nagel im Kenya National Theatre unter dem Titel „Music from Europe and Africa“ ein bikulturelles Musikfest. In diesem Rahmen kam es unter der Leitung von Franzpeter Goebels wohl zur Uraufführung des Musikstückes Song of Lawino mit der Musik von Angfried Trautger. Realisiert wurde das Stück von einer afrikanischen Trommelgruppe, darunter der nigerianische Musiker Akin Euba, einer europäischen Solistengruppe (Cembalo, Klarinette, Cello) sowie einer afrikanischen Solistengruppe (Xylophon, Flöten, Trommeln). Den Text „sprach, sang, deklamierte und schrie wirkungsvoll Cathryn Mbathi aus Mombasa. Das weitgehend afrikanische Publikum im ausverkauften Kenya National Theatre war begeistert.“
Franz Nagel äußerte sich im September 1974 zu dieser Aufführung in einem Vortrag an der Berliner Akademie der Künste: „Die Musik war als gelenkte Improvisation auf einer Zwölftonreihe konzipiert, wobei die afrikanischen Instrumente durchaus traditionell behandelt wurden. Das Publikum sollte gelegentlich in den Refrain einstimmen. Atemberaubender Höhepunkt: die Duett-Improvisation zwischen Goebels, Cembalo und Akin Euba, afrikanisches Schlagzeug, Symbol des Konflikts zwischen afrikanischer und europäischer Zivilisation entsprechend dem Lawino-Text. Der populäre „Song of Lawino“ und die Neugier, was wir daraus machen würden, lockte viele Afrikaner an. Weit über 50 % waren es, was wir in Nairobi noch nie erlebt hatten. Der Erfolg war im Augenblick überwältigend – und nachhaltig!“

## Interpretation
Beide Gesänge – “Lawino” und “Ocol” – müssen als komplementäre Teile gesehen werden. “Lawino” markiert für Al Imfeld “den Beginn eines neuen Kulturzeitalters”. Die Négritude wird abgelöst über eine Haltung der selbstbewussten Besinnung aufs Eigene. Nicht mehr der Vergleich mit Europa steht im Vordergrund, sondern das Versenken in die eigene Kultur. Okot hat aber in der eher gefühlsstarken “Lawino” nicht alles inhaltlich ausdrücken können, was er zu sagen hatte. Er brauchte dazu den mehr intellektuellen “Ocol”, der Wahrheiten aussprach, die Lawino nicht sehen konnte. Erst Ocol konnte auch sympathische Züge des Westens einführen.
Mit der kombinierten Herausgabe wird auch die zeitgeistbedingte Einordnung von “Lawino” in die Schublade “Frauentext” überwunden, denn nur ohne “Ocol” ist dieses Missverständnis möglich gewesen. “Lawino” ist die Stimme der konsequenten afrikanischen Traditionalisten. Okot verlieh diesen Wertkonservativen lediglich eine weibliche Stimme. “Okot ruft den Geist der Mütter zurück!” (Al Imfeld). Wie Lawino war auch Okots Mutter die Führerin der Mädchen, eine bekannte Schönheit, die hervorragend tanzte, dichtete und sang. Auch Lawinos Gegenspieler, ihr anpasslerischer Ehemann Ocol, findet möglicherweise ein gewisses Vorbild in Okots Leben. Sein Vater Opii Jebedyo war getaufter Protestant, Missionsschüler und Lehrer.

### Hauptkonflikte
Lawino sieht sich drei großen Problemkreisen gegenüber, in denen sie mit ihrem Mann Ocol verknüpft ist. Den einen, den häuslichen Konflikt, teilt sie mit vielen Frauen auf dem Lande: die Männer ziehen in die Stadt, um Geld zu verdienen. Eine oder mehrere Frauen bleiben auf dem Land zu Hause, und in der Stadt hat der Ehemann seine Geliebte. Das zweite Problem ist der kulturelle Konflikt: das Aufgeben der Tradition und die bedingungslose Anpassung ihres Mannes an die Moderne. Das dritte Problem ist ein ökonomisch-politischer Konflikt: die Zerstörung der Heimstatt durch den politischen Bruderzwist und die soziale Ungerechtigkeit. Lawino kämpft an allen Fronten. Sie möchte das Glück für sich und ihre Familie retten, in dem sie fest zu allen Traditionen steht.

### Der häusliche Konflikt
Der häusliche Konflikt wegen der städtischen Nebenbuhlerin Clementine bestimmt den ersten Teil des Gesangs. Hier tratscht sie sogar über Clementine, unterstellt eine Abtreibung, und macht sich lustig über ihr Schminken und das Tragen einer Perücke. Sie attackiert die abwesende Clementine nicht deshalb, weil diese ein Verhältnis mit ihrem Ehemann hat, sondern weil sie sich verwestlich zeigt und nicht in den eigenen Kulturkreis zurückkehrt. Gegen Ende des Gesangs erwähnt Lawino Clementine nur noch kurz. Jetzt kann sich Lawino Clementine durchaus als Nebenfrau ihres Mannes vorstellen. Das ist sie gewohnt, betont es oft, “... die Frau, mit der ich meinen Mann teile!”

### Der kulturelle Konflikt
Dieser Konflikt tritt neben dem häuslichen langsam in den Vordergrund. Jetzt attackiert Lawino ihren Gatten Ocol und alle Anpassler, weil sie durch das Lesen im “dunklen Bücherwald” ihre schwarze Identität aufgegeben hätten („ihre Hoden sind zerquetscht“). In bewegten Bildern schildert sie die Korruption, Verlogenheit und Unmoral der Missionare, zu denen ihre Landsleute überlaufen. Lawino greift den schwarzen Nachäffer des Weißen Mannes aus einer Position der Selbstsicherheit und des Stolzes heraus an. Ihr sind alle Ocols widerwärtig-weibisch, sie möchte sie im Malakwang-Mahl erst mit einer Kräuterkur physisch und dann mit einem Ritual geistig-spirituell heilen. Dazu aber muss Ocol erst Vergebung von seiner Mutter und den Ahnen erflehen.
Lawino greift bei aller Kritik nicht die Lebensart der Weißen direkt an, sondern das Nachäffen durch den Schwarzen Mann. Sie ist tolerant genug, die Lebensart der Weißen, trotz der tiefen Ekelgefühle gegenüber Bars, Blues und Latrinen, für die Weißen als gut und richtig anzuerkennen, aber nicht für die Afrikaner. Deshalb hat sie auch nichts mit der weißen Technik, dem tödlichen Elektroherd zum Beispiel, und dem Verhalten der Weißen, sei es der Blues in den schummrigen Nachtbars oder die verlogenen Missionare oder Lehrer zu schaffen, die verklemmt die Brüste der jungen Mädchen anstarren. Sie setzt gegen die westliche Unmoral, das Küssen und Schminken, das Anklammern beim Tanzen usw. die Schönheit der Acholi-Kultur. Sie betont die lebendige Erotik ihrer eigenen Kultur, die Schönheit des Nackten und die offene Sexualität unter den Jugendlichen. Sie möchte in einer großartigen Vision der Heilung abschließend vor ihrem Ehemann, der wieder zum „echten Mann“ wurde, tanzen und ihm die Schönheit und den Reichtum seines Hauses vor Augen führen.

### Der politische Konflikt
Den politischen Konflikt, repräsentiert durch nach europäischem Muster rechts-links gestrickten Parteien, macht sie an den Verhältnissen an ihrer Heimstatt fest. Es war wohl diese Kritik an der herrschenden schwarzen Elite, ihrer Korruption, den Kriegen, des Tribalismus und der hausgemachten Ausbeutung, die Okot die Verbannung aus Uganda eintrug. Sie zeigt auf, dass unter dem politischen Konflikt alle im Sinne hatten, sich in die eigene Tasche zu wirtschaften, statt ihre Aufgabe im Aufbau einer sozial gerechten Volkswirtschaft zu sehen. Hier verlässt Okot/Lawino ganz das Thema Haus und Hof bzw. Kolonialismus, sondern formuliert eine Aufgabe, der sich die schwarzen Politiker und Denker zu stellen haben: Was kann und muss Afrika für sich selbst tun, ohne auf den weißen Mann zu hoffen?

### Ocol
Ocol ist von ungestümem, brutalem und verschlagenem Charakter. Okot hat ihn so gezeichnet, dass es schwerfällt, sich mit ihm zu identifizieren oder ihn zu mögen, einen, der seine Frau gnadenlos auf die Straße setzt. Ocol kann unhöflich und mit seiner spitzen Zunge sehr verletzend sein. Er ist arrogant und er ist rastlos. Einer, der in Afrika keine Zeit hat, wird als Kind betrachtet und nicht respektiert. Ocol geht darüber hinweg. Für seine Karriere als Parteipolitiker tut er alles, von Eigenlob, über Anschwärzen bis Einschmeicheln. Dabei gibt er die Fähigkeit zum Genuss auf. Er verzweifelt an seiner schwarzen Hautfarbe und an seinem Afrikanertum, bewundert die Kolonialmächte und möchte die Vorteile, die ihm uhuru brachte, nicht mehr missen. Viele seiner Landsleute erscheinen ihm dabei als Störfaktor. Sie sind faul und eigensüchtig, ängstlich und ohne Weitblick. Ocol nennt aber auch Wahrheiten, die Lawino nicht sehen will: das Bildungs- und Gesundheitsproblem, die mangelnden Frauenrechte, die Beschneidung der Mädchen, die Armut oder die mittlerweile tödlich-kindischen Kriegs”spiele” der überflüssig gewordenen Moran-Krieger.
Aber sonst will Ocol alle Traditionen, alle Bräuche und die Religion, aber auch die Naturmedizin ausrotten, nachdem alle noch einmal in einer großen Feier wehmütig der vergangenen Zeiten gedacht haben. Aber Ocol hat eine Vision. Er möchte das neue Afrika bauen, in dem die Klassengesellschaft regiert. Ein Afrika, das kein Loblied auf die besiegten Schwarzen mehr kennt. Eines, das so erfolgreich wie Europa ist.

### Literarische Einordnung
G. A. Heron begründet in seinem Vergleich von „Ocol“ und „Lawino“ die höhere literarische Qualität von „Lawino“ folgendermaßen: „Wenn Song of Ocol eine Antwort auf Song of Lawino ist, dann ist es eine schlechte. (...) Diese beiden Poeme sind nicht die These und die Antithese der Argumentation, aus denen der Leser dann seine Synthese ableiten kann. (...) Song of Ocol ist sehr viel schwächer als Song of Lawino (...Hier) nutzt Okot den dramatischen Ausdruck des Ehestreits um die wichtigeren Probleme der Zukunft Afrikas zu beleuchten. Ocol aber ist nur für ein Kapitel mit der häuslichen Situation beschäftigt. Am Ende des ersten Kapitels wirft er Lawino aus dem Haus und vergisst sie dann... “  Aber auch Lawino erweist sich nicht nur am häuslichen Konflikt und ihrem Mann interessiert. Den redet sie zwar in jedem Kapitel an, aber sie wendet sich ebenfalls an ihre Clan-Angehörigen und Volksgenossen. Und: auch sie „vergisst“ im Laufe des Gesanges Clementine, obwohl sie ihre Nebenbuhlerin im letzten Kapitel noch einmal ohne Namensnennung erwähnt. Aber jetzt ist Clementine nur noch eine Chiffre für ein Opfer, das Lawino bereit ist zu bringen, wenn Ocol zu den Traditionen zurückkehrt. Auch Lawino weitet den Blick vom häuslichen, über den kulturellen zum politischen Konflikt, nur auf ihre eigene Weise, emotional und in ihrer kulturellen Tradition aufgehoben. Es scheint für beide kein Platz mehr für häusliche Konflikte zu sein, denn es geht jetzt eine gewaltige Aufgabe, die Zukunft Afrikas.
Lawino hat das künftige Geschick Afrikas im Auge, Ocol auch, bei sehen aber die Wege, die dorthin führen sollten, unterschiedlich. Weder für das Beharren auf den alten Traditionen noch im kritiklosen Adaptieren westlicher Werte und Lebensformen sieht der Autor einen gangbaren Weg für ein Afrika der Zukunft: Wenn auch seine Sympathie bei Lawino liegt, ist ihm die Problematik ihrer Lebenseinstellung bewusst. 

## Ausgaben
- Lawinos Lied, Ocols Lied: Ein Streitgesang. Wuppertal 1998. ISBN 3-87294-783-4,

Neuübersetzung aus dem Englischen von Raimund Pousset; mit Glossar und Nachwort von Raimund Pousset und Philip Ijait Aluku; mit Bibliographie und Sekundärliteratur
- Lawinos Lied, eine Afrikanerin klagt an. Frankfurt a. M. 1962. (Ullstein-Buch Nr. 30129.) (Die Frau in der Literatur.) ISBN 3-548-30129-0; ISBN 978-3-548-30129-7
- Song of Lawino & Song of Ocol. London Textauszug bei Google-books
- Song of Lawino. Reprint Nairobi 1989 . (Poets of Africa.2. ) Textauszug bei Google-books ISBN 9966-46-845-5